# 達巴卡拉
達巴卡拉是西非國家科特迪瓦的城鎮，由邦達馬河谷區負責管轄，農產品有棉花、玉米、花生、甘薯、稻米、腰果和水果，2007年人口估計約150,000。